# 290. pr. Kr.
◄ | 4. stoljeće pr. Kr. | 3. stoljeće pr. Kr. | 2. stoljeće pr. Kr. | ►
◄ | 320-ih pr. Kr. | 310-ih pr. Kr. | 300-ih pr. Kr. | 290-ih pr. Kr. | 280-ih pr. Kr. | 270-ih pr. Kr. | 260-ih pr. Kr. | ►
◄◄ | ◄ | 293. pr. Kr. | 292. pr. Kr. | 291. pr. Kr. | 290 pr. Kr. | 289. pr. Kr. | 288. pr. Kr. | 287. pr. Kr. | ► | ►►
Astronomija

## Događaji
- Teba ponovo diže bezuspješan ustanak protiv Demetrija I.
- Demetrije I. daje da se Pitijske igre, umjesto kao do tada u Delfima, održe u Ateni
- Samniti, (između ostalih gradovi Pompeji i Herkulanum), nakon Trećeg Samnitskog rata (298. – 290. pr. Kr.) dobivaju vojnu obavezu. U blizini obale Jadrana osnivaju koloniju Hadrija.